# Tatra T6B5
Tatra T6B5 — односторонній односекційний високопідлоговий, чотиривісний трамвайний вагон. Початково вироблявся чехословацьким підприємством ČKD Tatra. Після його банкрутства в 1996 році, виробництво здійснювало підприємство «Татра-Юг» до 2007 року включно.
Є прототипом українського трамвайного вагону К-1.

## Характеристики

### Кузов і салон
Кузов вагону зварний зі сталевих пресованих і прокатних профілів. Поперечне і поздовжнє кріплення консольних частин забезпечується замкнутими тримальними елементами. У верхній частині основи знаходяться розподільні канали для кабельних з'єднань і підведення охолоджуючого повітря до тягового двигуна, в нижній частині основи розміщені шафи електрооснащення та допоміжні пристрої.
Торцеві частини, боковини та дах облицьовані сталевою жерстю, поверхні якої покриті амортизуючою фарбою. Підлога вагона виготовлена з водостійкої фанери, на яку нанесене гумове покриття. З метою доступу до кабелів, котрі розміщенні в кабельному каналі, середня частина підлоги може демонтуватися. Внутрішнє облицювання забезпечується солодатковими або деревоволокнистими плитами. Вагон оснащений трьома чотиристворчатими складними дверима.
У вагоні 3 ширмових дверей, механізм управління якими знаходиться безпосередньо над дверима, в шафці. Вікна виготовлені з безпечного скла та кріпляться в гумових профілях. Сидіння для пасажирів обивні. Вентиляція пасажирського салону природна, здійснюється за допомогою кватирок. Освітлення пасажирського салону люмінесцентне, лампи живляться від акумулятора за допомогою індивідуальних транзисторних перетворювачів.
Передбачено можливість використання вагонів у системі багатьох одиниць. Експлуатація двовагонного потяга забезпечується одним струмоприймачем; у разі пошкодження тягового ланцюга першого вагона, управління другим вагоном можна забезпечити з пункту управління першим.

### Технічні характеристики
Конструкція візка забезпечує надійну експлуатацію вагона в повному діапазоні швидкостей і завантаження, а також спокійний хід. Основою візка є рама, зварена з пустотілих несучих балок і відлитих кінцевих заділок. У візку розташовані два тягових двигуна. Складовою частиною візка є механічне фрикційне гальмо, розміщене на валу двигуна та електромагнітне рейкове гальмо. Візки існують на три колії: 1000 мм, 1435 мм і 1524 мм.
Використовується електричне оснащення TV3, складовою частиною якого є тягові двигуни ТЕ-023 з власною вентиляцією. Необхідні їздові якості забезпечує електронний регулятор. Останній оснащений ланцюгами для приймання сигналів з керуючої частини вагона і регуляційної петлі приводу вагона.

## Модифікації

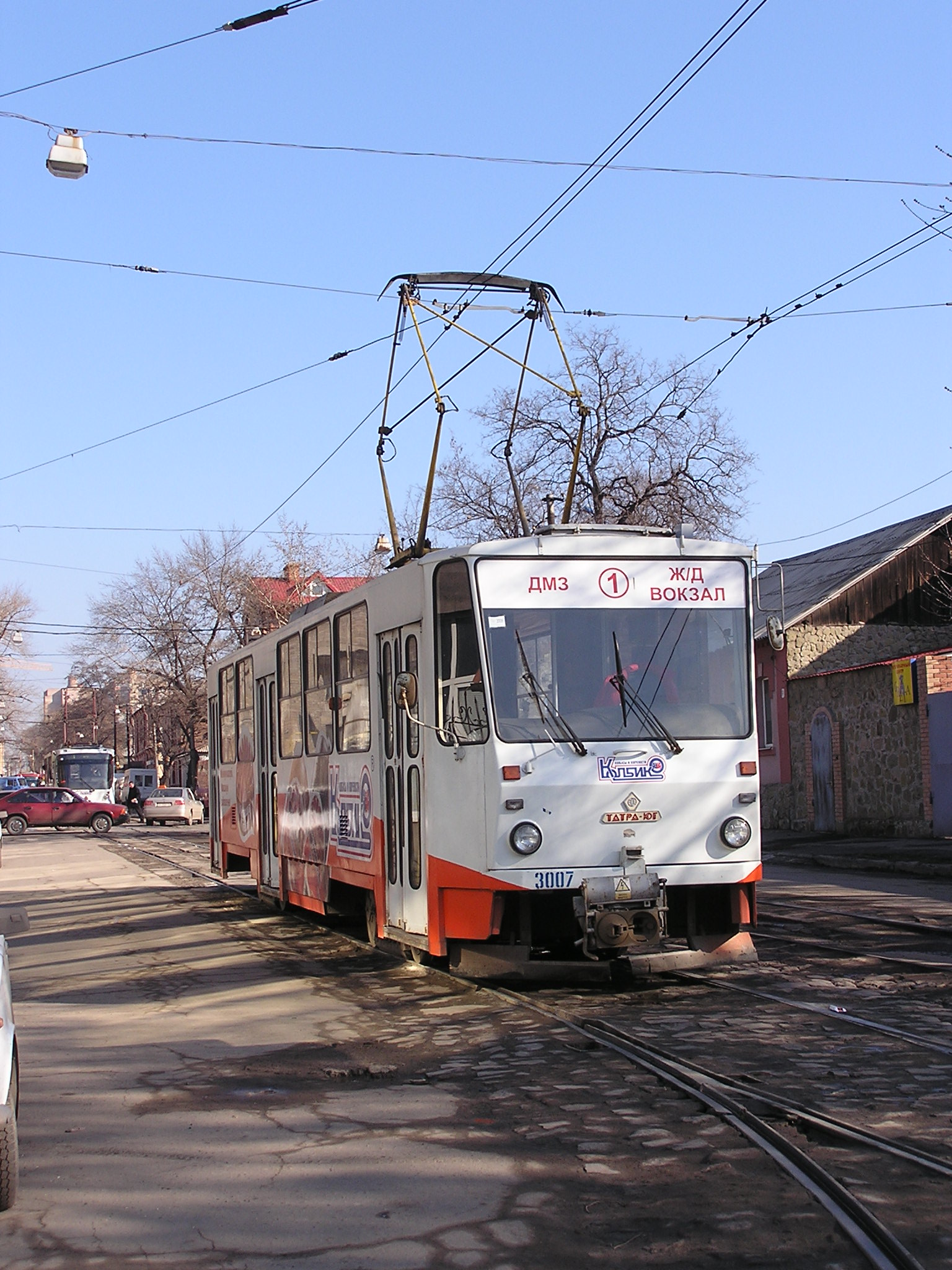
Т-3М у Донецьку

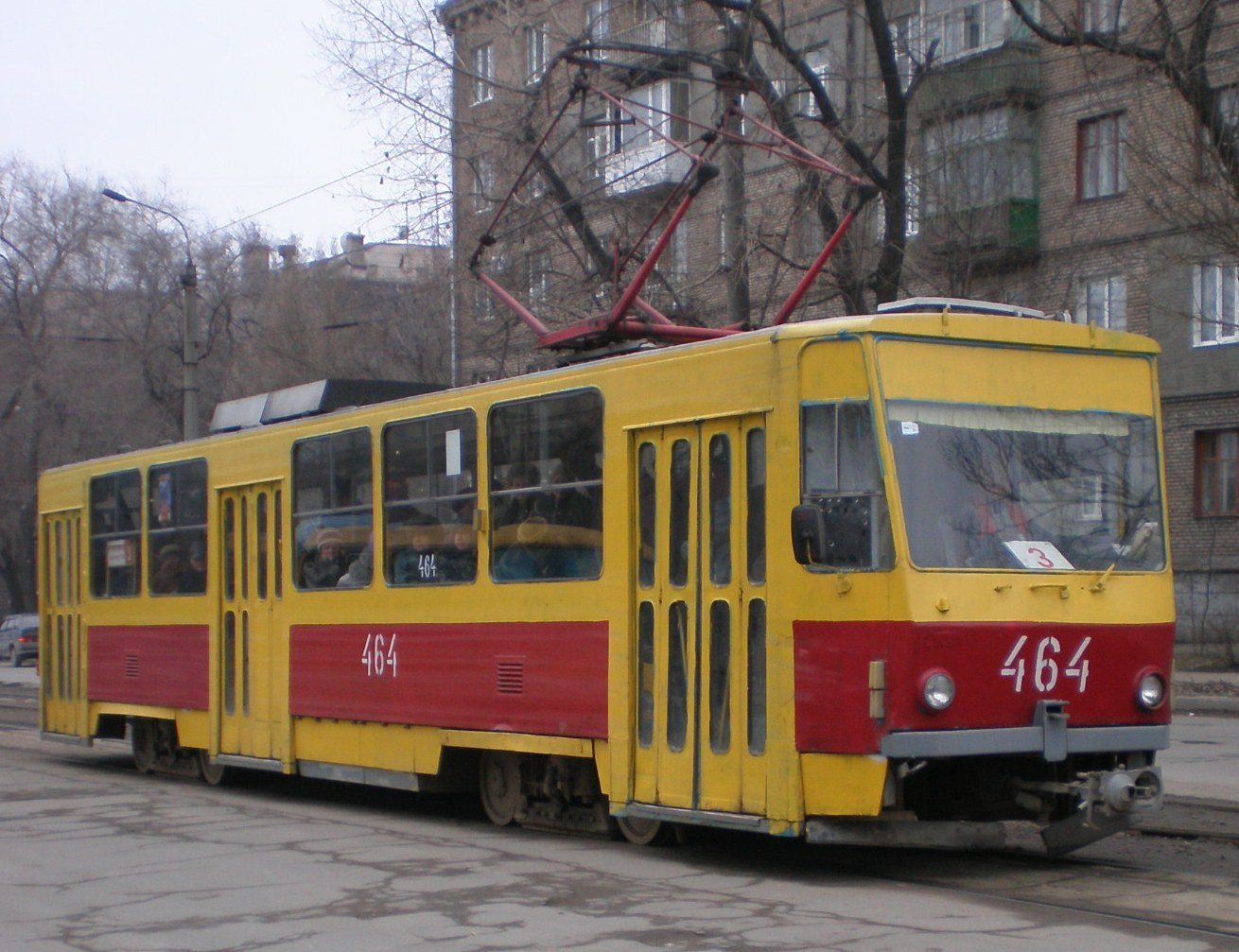
Tatra T6B5SU в Запоріжжі

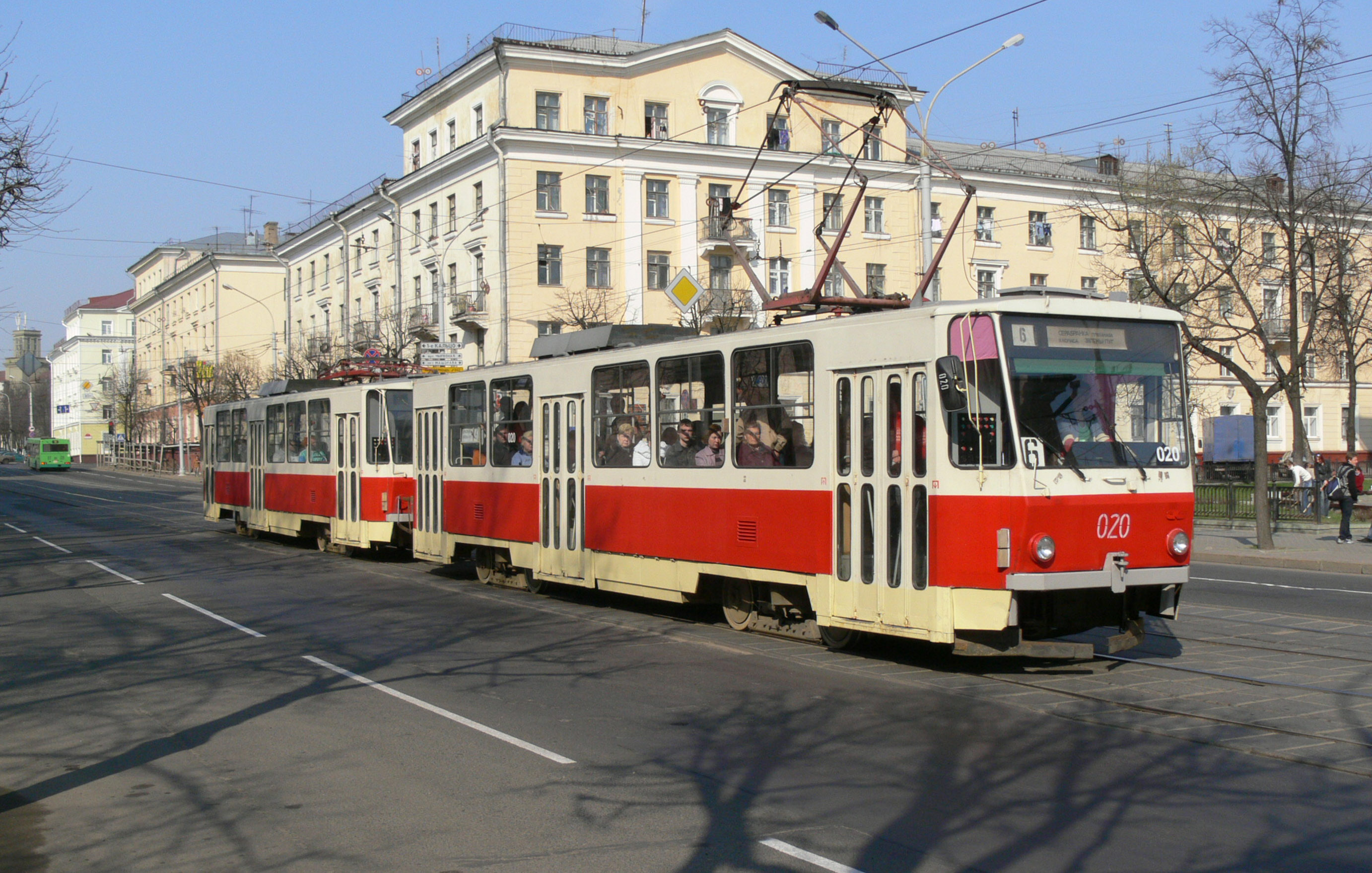
Tatra T6B5SU в Мінську

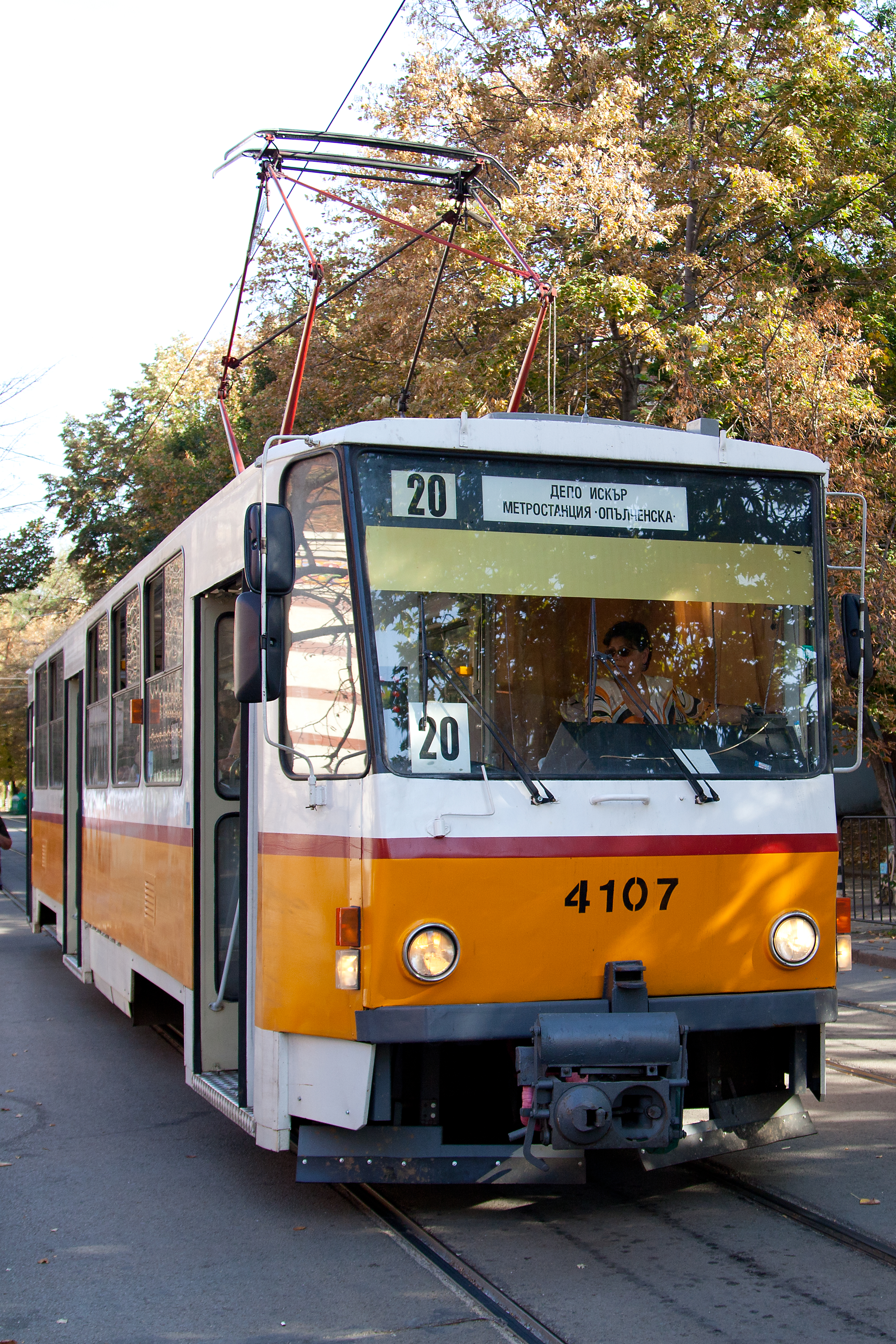
Tatra T6B5B в Софії

Традиційно для вагонів «Tatra», T6B5 модифікувалися окремо для кожної країни, у яку постачалися. Від цього залежить перша буква приставки.
- Tatra T6B5SU — модифікація для Радянського Союзу і пострадянських республік. Це — початковий варіант моделі Tatra T6B5.
- Tatra T6B5B — модифікація для столиці Болгарії Софії.
- Tatra T6B5K — моторна заводська модифікація для столиці КНДР Пхеньяна.